# Eintrachtverband

Flagge des Eintrachtverbandes.

Der Eintrachtverband des Kaiserreichs Mandschukuo  (chinesisch 滿洲國協和會, Pinyin Mǎnzhōuguó Xiéhéhuì, W.-G. Man3-chou1-kuo2 Hsieh2-ho-hui4 – „Harmonieversammlung Mandschukuos“; japanisch nach Hepburn Manshū-koku Kyōwakai), in deutschsprachigen Texten alternativ als Eintrachtsvereinigung, Eintrachtsgesellschaft, oder, in Anlehnung an englisch Concordia Association, Concordia-Gesellschaft übersetzt, bzw. auch Kyowakai und Hsieh-ho Hui) war eine parteiähnliche Vereinigung im japanischen Marionettenstaat Mandschukuo. Sie wurde offiziell am 25. Juli 1932 gegründet um panasiatische Ziele und die Errichtung eines multiethnischen Nationalstaats in der ehemals chinesischen und nach dem Mukden-Zwischenfall japanisch besetzten Mandschurei zu propagieren. Ursprünglich sollte sie Verwaltungsstrukturen etablieren, welche den Übergang von einer militärisch dominierten zu einer Zivilregierung ermöglichten. Da sie dieses Ziel nicht nachhaltig erreichen konnte, wurde sie von der Führung der japanischen Kwantung-Armee, welche die eigentliche Macht in Mandschukuo ausübte, zunehmend zu einem Instrument totalitärer Staatskontrolle umgeformt.

## Hintergrund

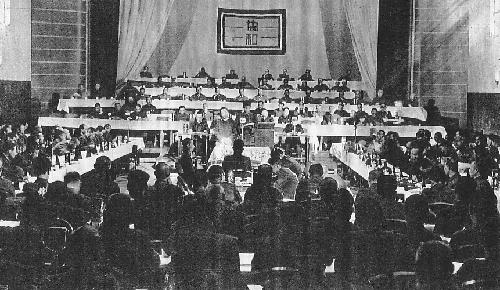
Treffen des Eintrachtverbandes.

Der Name Eintrachtverband stammt vom Konzept Harmonie der Völker (民族協和,  mínzú xiéhe, englisch Concord of the People) der panasiatischen Bewegungen der Zeit. Durch kommunale Autonomie entlang ethnisch-nationaler Linien sollte in Mandschukuo ein begrenztes Selbstbestimmungsrecht der Völker umgesetzt werden, um unter einer zentralistischen Staatsstruktur einen Nationalstaat nach dem Vorbild der sowjetischen "Union der Völker" aufzubauen. Der Polittheoretiker Tominaga Tadashi, Autor des Buchs Manshū no Minzoku (Völker der Mandschurei), der sich auch intensiv mit der sowjetischen Politik nationaler Selbstbestimmung befasst hatte, galt hier als wegweisend. Die Harmonie-der-Völker-Politik wurde als Weg dargestellt, auf dem ein föderalistisches System den Minderheitenschutz garantierte, während der starke Zentralstaat separatistische Bewegungen verhinderte die beispielsweise das späte russische Kaiserreich geschwächt hatten.

## Entwicklung

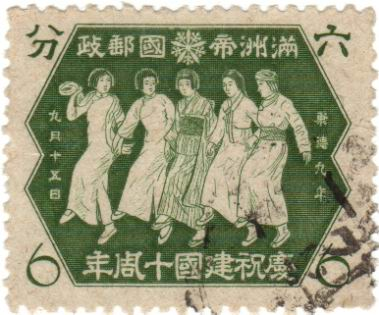
Briefmarke, welche die Harmonie der fünf Völker Mandschukuos propagiert.

Nach seiner Errichtung wurde Mandschukuo de facto durch die japanische Kwantung-Armee entlang totalitär ausgerichteter Politiklinien kontrolliert. Ein Legislativrat existierte vor allem, um Dekrete des Staatsrats zu bestätigen, die dieser über den Präsidenten und späteren Kaiser Mandschukuos Puyi veröffentlichte.
Obwohl offiziell kein Einparteienstaat, wurde politische Opposition in Mandschukuo streng unterdrückt, und die einzige parteiähnliche Vereinigung blieb der Eintrachtverband. Lediglich eingewanderten Nationalitäten wurde die politische Organisation erlaubt, hauptsächlich mit dem Ziel, diese zur Einflussnahme in ihren Heimatländern nutzen zu können. Hierzu zählten eine Reihe von Vereinigungen der Weißrussischen Bewegung, die den Faschismus oder die Wiederherstellung der Romanow-Herrschaft propagierten, sowie zionistisch ausgerichtete Gesellschaften jüdischer Flüchtlinge.
Der Eintrachtverband wurde in seiner Struktur später der 1940 gegründeten japanischen Taisei Yokusankai angeglichen. Hiermit wurden alle Regierungsbeamten und die Bürokratie, darunter auch staatlich angestellte Lehrer sowie andere als gesellschaftlich wichtig angesehene Personen zwangsweise zu Mitgliedern des Verbands gemacht. Bereits ab 1937 mussten alle Jugendlichen zwischen 16 und 19 Jahren Mitglieder sein, wodurch 1943 nominal etwa 10 % der Bevölkerung im Verband organisiert waren.
In der Theorie sollte der Eintrachtverband ab einem gewissen Punkt die Kwantung-Armee als vorherrschende politische Macht ablösen. Mitte der 1930er Jahre ordnete die Armee allerdings die Säuberung der ursprünglichen Führung der Gesellschaft an, um vermeintliche Linkstendenzen zu beseitigen. Diese Säuberungen bewirkten, dass der Verband hiernach vor allem zur Mobilisierung und Überwachung der Bevölkerung diente anstatt die Ziele ethnischer, kultureller und nationaler Einheit in der Regierung zu vertreten.
Die Säuberungen hinterließen eine Vereinigung, die den totalitären europäischen Parteien der Zeit ähnelte. Sie vertrat wie ihre faschistischen Gegenstücke korporatistische, antikommunistische und antikapitalistische Ziele und propagierte die Überwindung von Klassenunterschiede durch die Bildung beruflicher und ethnischer Gemeinschaften. Hierzu gehörte auch die Hinwendung zum wirtschaftlichen Dirigismus. Durch ihre panasiatischen Wurzeln fühlte die Gesellschaft sich weiterhin als Vertreter der größeren ethnischen Gruppen in Mandschukuo wie den Mongolen, Mandschu, Hui, Koreanern, Russen Japanern und den mehrheitlichen Han-Chinesen und ihrer Traditionen. Hierzu zählte häufig auch die Unterstützung religiöser Führer dieser Volksgruppen die unter anderem dem Buddhismus, Konfuzianismus, Schamanismus, Islam und Christentum anhingen. Zur Kontrolle der Bevölkerung wurden in religiösen und selbstverwaltenden Gemeinden politische Gremien aus Verbandsmitgliedern gebildet.
Japanische Ideologen sahen keinen Widerspruch zwischen den Zielen der Gleichheit, Modernisierung und des Republikanismus auf der einen und den als "östlich" angesehenen Werten der Gemeinschaft, Solidarität und der moralischen Hoheit des Staates auf der anderen Seite. In Wirklichkeit kam es entlang dieser Linien und den unterschiedlichen Zielen von Militärs und Panasianisten zu erheblichen Spannungen, die die Gesellschaft eher polarisierten als harmonisierten. So forderten beispielsweise große Teile der mongolischen Jugend den Zugang zu moderner Bildung und die Beschränkung der Macht der religiösen Lamas. Unter den Chinesen gab es Konflikte zwischen Monarchisten und Republikanern. Der Ausbruch des Zweiten Chinesisch-Japanischen Kriegs ließ die politische Entwicklung Mandschukuos beinahe vollständig zum Stillstand kommen. Nach der Sowjetischen Invasion der Mandschurei im August 1945 wurde der Eintrachtverband gemeinsam mit dem Marionettenstaat Mandschukuo aufgelöst.